# Hurtigløb på skøjter under vinter-OL 2018 – 3000 meter damer
3.000 meter for damer blev afviklet som den første disciplin den 10. februar 2018. 

## Konkurrencen
Der kan maximalt konkurrere 24 deltagere, der startes i par af to skøjteløbereder.  De seneste startende par er de højst rangeret i forbindelse med kvalifikationen. 

## Resultater
| Placering | Startpar | Bane | Navn                     | Nation                        | Tid     | Tidsdifference | Kommentarer |
| --------- | -------- | ---- | ------------------------ | ----------------------------- | ------- | -------------- | ----------- |
| 1.        | 5        | I    | Carlijn Achtereekte      | Holland                       | 3:59,21 | 0,00           |             |
| 2.        | 9        | I    | Ireen Wüst               | Holland                       | 3:59,29 | +0,08          |             |
| 3.        | 11       | Y    | Antoinette de Jong       | Holland                       | 4:00,02 | +0,81          |             |
| 4.        | 12       | Y    | Martina Sáblíková        | Tjekkiet                      | 4:00,54 | +1,33          |             |
| 5.        | 11       | I    | Miho Takagi              | Japan                         | 4:01,35 | +2,14          |             |
| 6.        | 10       | I    | Ivanie Blondin           | Canada                        | 4:04,14 | +4,93          |             |
| 7.        | 9        | Y    | Isabelle Weidemann       | Canada                        | 4:04,26 | +5,05          |             |
| 8.        | 3        | Y    | Ayano Sato               | Japan                         | 4:04,35 | +5,14          |             |
| 9.        | 10       | Y    | Claudia Pechstein        | Tyskland                      | 4:04,49 | +5,28          |             |
| 10.       | 12       | I    | Natalya Voronina         | Olympiske atleter fra Rusland | 4:05,85 | +6,64          |             |
| 11.       | 8        | Y    | Maryna Zuyeva            | Hviderusland                  | 4:05,96 | +6,75          |             |
| 12.       | 1        | I    | Ida Njåtun               | Norge                         | 4:06,67 | +7,46          |             |
| 13.       | 6        | I    | Francesca Lollobrigida   | Italien                       | 4:08,58 | +9,37          |             |
| 14.       | 3        | I    | Luiza Złotkowska         | Polen                         | 4:09,69 | +10,48         |             |
| 15.       | 2        | Y    | Nikola Zdráhalová        | Tjekkiet                      | 4:11,36 | +12,15         |             |
| 16.       | 5        | Y    | Karolina Bosiek          | Polen                         | 4:12,44 | +13,23         |             |
| 17.       | 4        | Y    | Katarzyna Bachleda-Curuś | Polen                         | 4:12,57 | +13,36         |             |
| 18.       | 1        | Y    | Kim Bo-reum              | Sydkorea                      | 4:12,79 | +13,58         |             |
| 19.       | 8        | I    | Ayaka Kikuchi            | Japan                         | 4:13,25 | +14,04         |             |
| 20.       | 7        | Y    | Brianne Tutt             | Canada                        | 4:13,70 | +14,49         |             |
| 21.       | 6        | Y    | Hao Jiachen              | Kina                          | 4:15,56 | +16,35         |             |
| 22.       | 7        | I    | Carlijn Schoutens        | USA                           | 4:15,60 | +16,39         |             |
| 23.       | 4        | I    | Roxanne Dufter           | Tyskland                      | 4:16,87 | +17,66         |             |
| 24.       | 2        | I    | Liu Jing                 | Kina                          | 4:20,95 | +21,74         |             |

## Medaljeoversigt
| Event             | Guld                          | Sølv                 | Bronze                       |
| ----------------- | ----------------------------- | -------------------- | ---------------------------- |
| 3.000 meter Damer | Holland · Carlijn Achtereekte | Holland · Ireen Wüst | Holland · Antoinette de Jong |

## Eksterne Henvisninger
- Hurtigløb på skøjter Arkiveret 11. december 2017 hos  Wayback Machine på pyeongchang2018.com
- Speed Skating / Calendar of Events / Olympic Winter Games 2018 Arkiveret 8. marts 2017 hos  Wayback Machine på isu.org
- Qualification Systems Arkiveret 22. december 2017 hos  Wayback Machine på isu.org